# Majano
Majano est une commune italienne de la province d'Udine dans la région Frioul-Vénétie Julienne en Italie.

## Administration
| Période                                  | Période | Identité | Étiquette | Qualité |
| ---------------------------------------- | ------- | -------- | --------- | ------- |
|                                          |         |          |           |         |
| Les données manquantes sont à compléter. |         |          |           |         |

### Hameaux
Casasola, Comerzo, Farla, Pers, S. Eliseo, S. Salvatore, S. Tomaso, Susans, Tiveriacco

### Communes limitrophes
Buja, Colloredo di Monte Albano, Forgaria nel Friuli, Osoppo, Rive d'Arcano, San Daniele del Friuli